# Armand Callaud
Armand Callaud, né Jean Callaud le 14 septembre 1813 à Angoulême (Charente) et mort le 15 novembre 1884 à Nantes (Loire atlantique), est un inventeur et poète français.

## Biographie
Il est le fils de Pierre Callaud qui exerce la profession d’orfèvre à Angoulême, et de Jeanne Riffaud. Ses grands-parents et un de ses oncles sont de père en fils poêlier et batteur de cuivre. À noter que son grand père Pierre Callaud (1732-1820), marchand poêlier, a installé à Gond (près d’Angoulême) une forerie de canons, nationalisée par Louis XVI en 1786 et affectée au service de la marine du Roi. À Angoulême, Armand travaille avec son père et devient horloger-mécanicien. En 1840, il s’installe à Nantes et travaille d’abord comme stagiaire chez l’horloger Cailliaud, fils du célèbre naturaliste et égyptologue Frédéric Cailliaud. En 1847, il se marie avec Elizabeth Aubin dont il aura trois enfants. Il sera membre de la Société académique de Nantes et de Loire-Atlantique

### Carrière
Horloger pour son métier, il va s’intéresser à la mécanique, la télégraphie, des techniques électriques et aussi à des sujets philosophiques (comme l’histoire du temps) ou poétiques avec de nombreuses rédactions de fables en vers. Sa découverte la plus importante est dans le domaine de l’électrochimie avec l’invention de la « pile Callaud » qui sera utilisée dans plusieurs pays pour la télégraphie pendant une cinquantaine d’années.

### Armand Callaud, inventeur
La plupart de ses inventions brevetées sont dans le domaine de la mécanique et de l’électricité : moulin pour les graines oléagineuses, perfectionnement d’une machine à vapeur, régulateur pour la télégraphie, remontoir électrique, distribution de dépêches électriques, instrument de télégraphie.

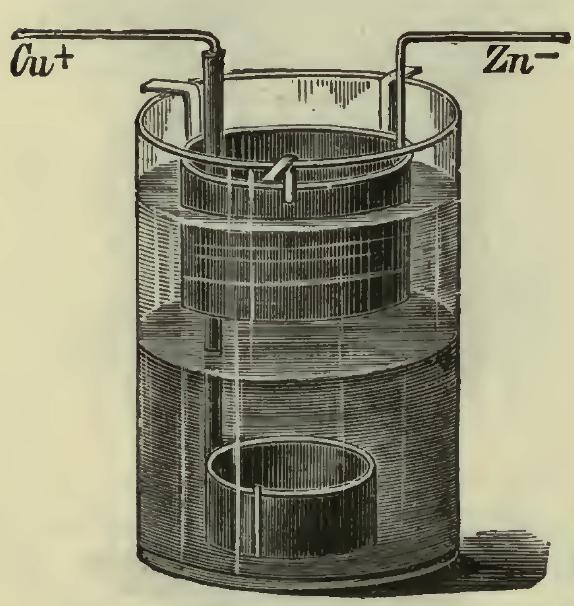
Pile Callaud

La plus importante de ses inventions est celle de sa fameuse pile: Armand Callaud est parti du modèle de la « pile Daniell » (1836) en en modifiant plusieurs éléments importants :
- Plus de cloison poreuse entre les compartiments anodique et cathodique : cela permet une meilleure conductivité ionique donc une pile plus énergétique,
- Solution de sulfate de cuivre concentrée maintenue par gravité au fond du vase de la pile.
- Solution de sulfate de zinc très diluée par-dessus la précédente au contact de l’électrode de zinc.

D’abord présentée dans les annales de l’Académie de Nantes en 1853, puis dans les Comptes-rendus de l’Académie des Sciences , elle est enfin brevetée en 1858  puis avec extension aux États-Unis . Au début, elle a été utilisée pour le fonctionnement des horloges de la ville de Nantes, puis par l’administration des lignes télégraphiques et par la compagnie des chemins de fer d’Orléans et du Midi dès 1862,,. Elle a été à nouveau brevetée en 1871 après modification pour un usage dentaire sous le nom de « pile Trouvé-Callaud ». Elle a été utilisée pour la télégraphie aux États-Unis (North Western Telegraph Company of America et Western Union Company)  et en Italie . 

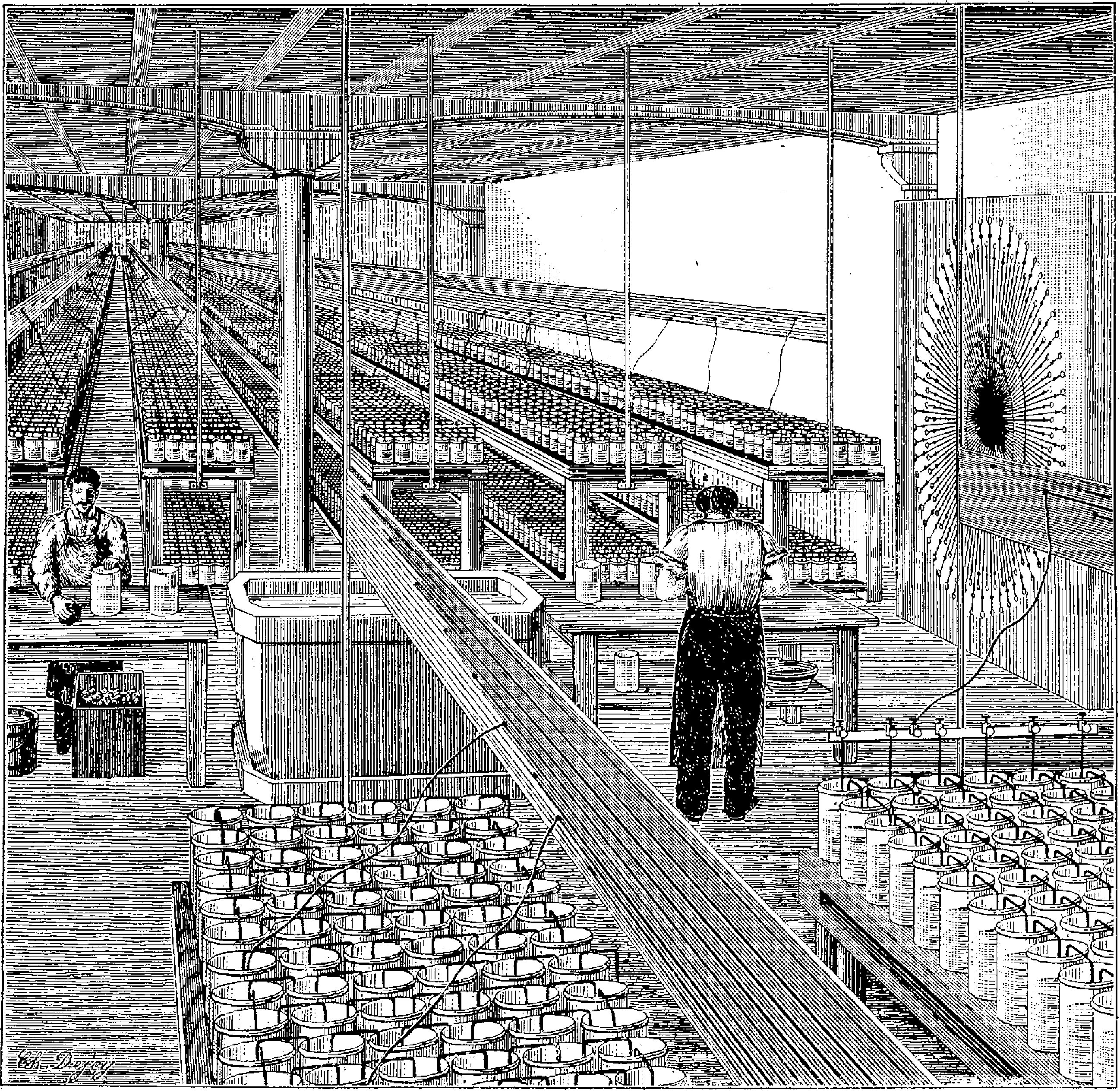
La salle des dix mille éléments.
Les piles "Callaud" placées dans cette salle sont entretenues et rechargées régulièrement pour être toujours fonctionnelles pour les besoins de la télégraphie

La fem de la pile ainsi constituée est de 1,08 Volt. Le fonctionnement de la pile est dû aux deux réactions électrochimiques suivantes écrites selon la nomenclature moderne :
Au pôle positif : Cu2+ + 2 e− → Cu
Au pôle négatif : Zn → Zn2+ + 2 e−
Le fonctionnement en continu de cette pile (pour les besoins de la télégraphie) nécessite : que la pile soit immobile afin que les solutions anodique et cathodique ne se mélangent pas, que le cuivre formé au fond du vase soit retiré régulièrement et remplacé par du sulfate de cuivre cristallisé, et qu’enfin des électrodes de zinc usées soient changées par des neuves. Afin d’alimenter en énergie électrique les lignes de télégraphie qui étaient placées en général le long des voies de chemin de fer, les piles étaient groupées par plusieurs milliers dans des salles spécialisées. Les plus connues à Paris sont :
- La salle des dix mille éléments à la direction générale des Télégraphes de la rue de Grenelle (voir dessin),
- La salle des piles de l’opéra,
- La salle de la poste centrale.

Cette pile a été progressivement remplacée par la « pile Leclanché » à partir des années 1900. Néanmoins, la société Française de Métallurgie a déposé un brevet de perfectionnement de cette pile Callaud en 1906 .

## Traité des paratonnerres

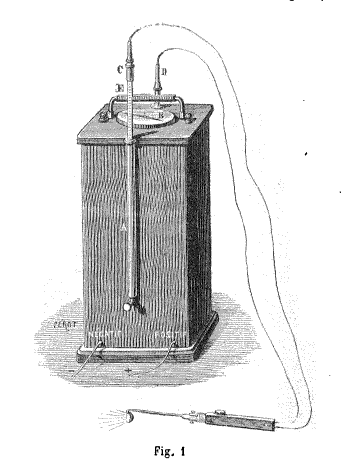
Pile de quatre éléments Trouvé-Callaud pour polyscope'. Cette pile contenant quatre éléments « Callaud » a été brevetée par Armand Callaud et Gustave Trouvé pour des besoins d'éclairage en dentisterie (1871). G. Trouvé brevètera d'autres polyscopes (précurseurs des endoscopes) avec la pile "Planté".

Callaud a effectué une enquête détaillée des dégâts causés par la foudre à la population française (nombre de tués de 77 par an en moyenne à l’époque) et aux bâtiments qui n’étaient pas protégés. Les premiers résultats de ses observations et des directives qu’il préconise pour se protéger de la foudre sont reçus par l’Académie des Sciences en 1862 . A. Callaud publie le Traité des paratonnerres en 1874 dans lequel les conditions élémentaires pour construire et placer un paratonnerre efficace sont préconisées : pointes, câbles, mises à la terre. En 1877, il signe un contrat pour l'établissement de paratonnerres sur le Palais du Champ-de-Mars construit en prévision de l'exposition universelle de 1878.

## Fablier
À partir de 1852 , Armand Callaud a composé environ vingt-cinq fables, petits textes ou contes, la plupart en vers, et toujours terminés par une morale, un peu dans le genre de celles des fables de La Fontaine. Ces textes ont paru progressivement dans les Annales de la Société Académique de Nantes de 1852 à 1862 et un recueil d'une petite partie de ses fables a été imprimé.
Deux exemples de ses fables :
Une allumette, un soir, flambante et toute fière

À la lampe disait : « Comme l’homme est ingrat !

Moi, la source de la lumière,

Il me jette et ses soins conservent votre éclat. »

« Cette conduite est raisonnable,

Lui répondit la lampe, il suffit d’y songer :

C’est que mon éclat est durable,

Le vôtre n’est que passager. »
Un âne, devant une glace

Où son museau se reflétait,

S’écriait : « Quel hideux portrait !

Quel vilain animal on mit à cette place !

L’artiste qui peignit une telle grimace,

A fait la laideur trait pour trait. »

Un lion en passant vit aussi son image,

Et dit : « Quel beau tableau ! Quel auguste visage !

Ce regard est plein de hauteur,

Il semble respirer la force et la grandeur ! »

Tout objet d’art, à nos yeux, présenté,

Monument, poème ou peinture,

Est ce miroir, que, d’aventure,

Chacun juge suivant ses goûts ou sa nature ;

Le sage en connait la beauté,

L’âne n’y voit que sa figure.